# 湖南省财政厅
湖南省财政厅是中华人民共和国湖南省人民政府主管财政收支、财税政策、国有资产的组成部门。

## 组织机构

### 内设机构
- 办公室
- 综合规划处
- 税政法规处
- 预算处（湖南省控制社会集团购买力办公室）
- 国库处
- 行政政法处
- 教科文处
- 经济建设处
- 农业处
- 社会保障处
- 企业处
- 对外经济贸易处
- 会计处
- 产权处
- 统计评价处（湖南省清产核资办公室）
- 监督检查局
- 农业税征收管理处（湖南省农业税征收管理局）
- 人事教育处

### 直属事业单位
- 湖南省农业综合开发办公室[1]

## 职责
1. 贯彻执行国家财税方针政策，指导全省财政工作；参与制订各项宏观经济政策；提出运用财税政策实施宏观调控和综合平衡社会财力的建议；拟定和执行省与市州、政府与企业的分配政策。
2. 拟定财政、财务、会计、国有资本金基础管理的法规草案；制订和执行财政、财务、会计、国有资本金基础管理的规章制度。
3. 编制年度省本级预算草案并组织预算执行；编制省本级财政总决算；代编全省财政收支预算，汇总全省财政总决算；受省政府委托，向省人大报告省本级预算、预算执行情况和财政总决算。
4. 管理各项财政收入、预算外资金和财政专户；管理有关政府性基金；协同有关部门审批收费项目，参与制订、调整收费标准；管理收费票据，承担彩票监管工作。
5. 依法提出税收地方性立法计划，与省地税局共同审议上报地方税收条例草案；提出地方税税种增减、税目税率调整和对全省财政影响较大的临时特案减免税的建议；负责农业税的征收管理。
6. 管理财政行政政法和教科文支出；拟定和执行政府采购政策，负责控制社会集团购买力工作；管理财政预算内行政机构。事业单位和社会团体的非贸易外汇；制订需要全省统一规定的开支标准和支出政策；执行《行政单位财务规则》、《事业单位财务规则》。
7. 管理国有资产；组织实施国有资产的清产核资、产权界定和登记；负责国有资产管理的统计、分析、转让和处置以及产权纠纷调处与行政仲裁。
8. 管理财政经济发展支出；负责财政性资金投资项目工程预决算审查；执行《企业财务通则》；负责财政支农、农业财务管理和农业综合开发。
9. 管理财政社会保障支出；拟定社会保障资金的财务管理制度。
10. 执行政府国内债务管理的方针政策、规章制度和管理办法，执行国债发行计划；拟定和执行政府外债管理的规章制度；承担世界银行、亚洲开发银行、国际农发基金会、日本协力银行和外国政府贷款的对外谈判与磋商业务。
11. 拟定和监督执行会计规章制度，执行《企业会计准则》，监督执行政府预算、行政和事业单位及分行业的会计制度；指导和管理社会审计；负责会计委派制度试点工作。
12. 监督财税方针政策、法律法规的执行情况；检查反映财政收支管理中的重大问题；提出加强财政管理的政策建议。
13. 制订财政科学研究和教育规划；组织财政人员培训；负责财政信息和财政宣传工作。
14. 承办省委、省人民政府交办的其他事项。[1]

## 历任厅长（局长）
- 宋乃德（1949年8月—1952年9月）
- 夏如爱（1952年9月—1954年12月）
- 章伯森（1955年1月—1958年7月）
- 尚子锦（1958年7月—1966年）
- 曹文举（1969年1月—1971年8月）
- 王希明（1971年8月—1975年）
- 白希清（1975年—1977年12月）
- 牛生祥（1977年12月—1983年）
- 卢会云（1983年4月—1985年7月）
- 瞿宝元（1985年7月—1990年8月）
- 王克英（1990年8月—1991年6月）
- 章锐夫（1991年6月—2003年3月）
- 李友志（2003年3月—2011年12月16日）
- 史耀斌（2011年12月16日—2013年10月）
- 郑建新（2013年10月—2017年7月）
- 石建辉（2017年7月—2022年12月）
- 刘文杰（2022年12月—2024年9月）
- 陈博彰（2024年10月至今）[2]